# Фантас
Фантас, також Фантаз (грец. Phanlas) — син Гіпноса, що з'являвся людям уві сні у вигляді землі, води, дерев, каміння та інших неживих предметів.(Зображення: Фантас та Ірида. П'єр Нарсісс Герен, 1811)